# Othmar Franz Lang
Othmar Franz Lang   (Viena, 8 de juliol de 1921 - 2005) va ser un escriptor austríac que és conegut com a autor d'obres de literatura juvenil amb un notable contingut d'anàlisi social.
Lang era farmacèutic de formació i, després de ser mobilitzat durant la Segona Guerra Mundial, va treballar com a dramaturg, reporter, editor i en feines diverses. D'ençà del 1953 va viure com a escriptor independent i va escriure més de 60 llibres que s'han traduït a una vintena idiomes.